# Famille Viart
Pour les articles homonymes, voir Viart.
La famille Viart (parfois écrit de Viart ou Viard) est une famille française éteinte de noblesse d'extraction sur preuves de 1643, originaire du Blésois puis également fixée en Poitou, en Champagne et en Bourgogne.

## Histoire

### Origines
La famille Viart apparaît dans l'histoire du Blésois au milieu du XIVe siècle avec Jehan (ou Jean) Viart, mentionné comme bailli de Blois en 1342, sous le règne du comte Louis Ier de Blois-Châtillon,. Il réapparaît en 1388, anobli par Charles VI. Ce n'est cependant qu'à partir du siècle suivant que la généalogie de la famille est clairement documentée.
Un deuxième Jean Viart († 1458) devient un personnage notable au début du XVe siècle, sous le règne des ducs d'Orléans, après que la maison d'Orléans a succédé à la maison de Blois. Il est d'abord gentilhomme, puis écuyer du duc Charles d'Orléans,. Comme d'autres familles locales, les Viart profitent ainsi de la présence de la cour ducale à Blois puis de l'accession au trône de Louis XII en 1498 pour entamer leur ascension sociale.

### L'essor de la Renaissance
Le petit-fils de Jean, Jacques Viart († 1550), écuyer et seigneur de petites terres autour de Blois, scelle la première alliance matrimoniale notable de la famille avec Jeanne de Moulins, issue des familles de Moulins et Hurault,. À Blois, il fait construire un hôtel particulier, l'actuel hôtel Viart, pour vivre au plus près de la Cour. Son fils, Jacques II Viart († 1582), épouse Françoise Le Picard, de la prestigieuse famille Phélypeaux, et devient gouverneur et bailli de Blois pendant près de 50 ans — de 1531 à 1580 —, ainsi que conseiller du roi Henri III,.
C'est aussi à partir du XVIe siècle que la famille se sépare. Une partie part en Bourgogne, plus précisément à Quemigny, où Raymond de Viart, huitième fils de Jacques II et Françoise Le Picard, s'établit.
Jacques III, fils aîné de Jacques II, fut quant à lui maître des requêtes ordinaire de l'hôtel du Roi et conseiller d'État, et acquit des terres en Vendômois en tant que seigneur de Villeromain,. Son fils Jacques IV lui succèda en 1583,. D'après le généalogiste d'Hozier, son épouse Catherine Compain descend de Souveraine d'Angoulême, demi-sœur bâtarde de François Ier, c'est donc abusivement qu'il affirme que cette union permet l'entrée de la famille Viart dans la famille royale, alors incarnée par la maison de Valois-Angoulême qui vit ses dernières années.
Le successeur et fils de Jacques IV, Nicolas († 1657), fut nommé comme son père conseiller d'État, puis président du Grand Conseil et enfin conseiller du roi,.

### Une famille de nobles soldats
Au XVIIe siècle, avec le départ de la Cour vers Paris, la famille Viart suit le roi et s'engage dans l'armée sous Louis XIV. Guillaume II Viart († 1706), fils aîné de Nicolas, est capitaine dans le régiment du duc de Vendôme,. Ses fils, Claude Viart († 1739) et Guillaume-François Viart († 1753), sont admis dans la compagnie des gentilshommes gardes de la Marine royale à Brest,. 
Leur frère, Guillaume-Charles Viart († 1706), lieutenant de la Marine,, a deux fils notables : Charles-Nicolas Viart, qui combat dans les années 1740 en Allemagne et en Italie durant la guerre de Succession d'Autriche,, et Henri-Auguste Viart, surnommé le Chevalier Viart, qui participe au siège de Madras en 1758,. Les deux frères furent faits chevaliers de Saint-Louis. La branche aînée de la famille s'éteint avec Charles Viart, fils de Charles-Nicolas,.

### Dispersion en France
Entre-temps, plusieurs membres des Viart vont s'établir dans d'autres provinces de France, notamment en Poitou, en Beauce et en Bourgogne.

#### Branches de Bourgogne (Chalvosson et Pimelles)
Dans un premier temps, Raymond, le huitième fils de Jacques II († 1582), succède à son père en tant que bailli de Blois, après avoir été trésorier général de France en Languedoc,. Néanmoins, son fils, Guillaume Viart († 1638), reste dans le Sud et s'engage au service du marquis de Mirabeau qui le nomme capitaine et gouverneur de la ville de Mirabeau, en Provence,.
Son fils, François Ier du nom († 1649), fut nommé gouverneur des salines et domaines de Lorraine,, et c'est finalement sa veuve, Priscille Le Clerc, qui va acquérir la seigneurie de Pimelles, située aux portes de la Bourgogne, en 1649,. Parmi leurs 5 enfants, deux rameaux découlent de ce couple.
D'un côté, l'aîné Claude est seigneur d'Ancy-le-Serveux, de Quemigny, de Quemignerot et de Chalvosson, qu'il transmet jusqu'à son arrière-petit-fils Guy-Bernard de Viart de Chalvosson († 1786),,. Son fils Artus-Alexandre († 1838), ancien page de la reine Marie-Antoinette et alors capitaine du Régiment Royal-Piémont cavalerie, lui succéda lorsqu'éclata la Révolution. Il laissa un fils, Édouard de Viart de Chalvosson.
De l'autre, le cadet François II († 1699) hérita de Pimelles qui appartenait à sa mère,.

#### Branche de Poitou (Usseau)
En parallèle, Jacques de Viart († 1699), troisième fils de Nicolas († 1657), s'est installé en Poitou et a acquis la seigneurie d'Usseau et son château de la Motte lorsqu'il passa au service du duc de Valois, Philippe, le frère cadet de Louis XIV,. Ses descendants ont conservé ce fief — avec Villette — ainsi que cette particule, à commencer par son fils Louis-André de Viart,, puis ses arrière-petits-fils Henri-Louis et Jean-Jacques-François-Catherine, lesquels ont d'ailleurs été pages de Louis XV en sa Petite Écurie, à Versailles,.
Henri-Louis s'est ensuite engagé dans l'armée à l'École royale militaire de Pontlevoy, puis entre dans la Marine royale à l'École du port de Rochefort et aux Antilles.

#### Branches de Beauce (Desfrants)
Quatrième fils de Jacques de Viart († 1699), Henri de Viart († 1760), fit carrière dans l'armée et fut décoré de la Croix de Saint-Louis. Il s'installa quant à lui en pleine Beauce, au nord d'Orléans, dans la seigneurie des Francs,, sur le territoire de l'actuelle commune de Chevilly[réf. souhaitée].

### Les Viart pendant la Révolution

#### Les émigrés
Alors que la famille a joué au jeu de la noblesse et de la Cour depuis le règne de Louis XIV — qui les a aidé à obtenir des postes importants dans l'armée et dans la Marine —, la tournure des événements de la révolution de 1789 apparaît comme une menace pour la plupart des membres de la famille dont la plupart va émigrer à la chute de l'Ancien Régime.
Ainsi, les branches de la Motte d'Usseau et des Francs quittent la France et rejoignent l'Angleterre, où s'est réfugiée la majeure partie des nobles. En 1795, ils participent à l'expédition de Quiberon, qui tourne à l'échec, et les parents, dont Jean-Jacques-François-Catherine, sont tués dans l'opération. La lignée de la Motte d'Usseau s'éteint avec Henri-François-Catherine, fils de Jean-Jacques-François-Catherine, fusillé sur le champ des Martyrs, lui-même mort après son fils, Charles, également fusillé par les révolutionnaires.

#### L'espion Viart
Un Achille Viart apparaît lors du procès de Louis XVI. Né en 1745 à Mauriac, il a d'abord été militaire et gendarme de la garde de Louis XVI, avant de devenir propriétaire terrien sur l'île d'Hispaniola, actuel Haïti alors colonie française. Lors de la Révolution, le ministre des affaires étrangères Pierre Lebrun l'avait envoyé en Angleterre en tant qu'espion pour déterminer l'objectif de George III qui menaçait la France révolutionnaire d'une coalition européenne et qui protégeait également l'armée des émigrés, composée de nobles déchus en exil outre-Manche.
À son retour, il dénonce Roland et Fauchet comme correspondant avec des ennemis de la Nation, déclaration qu'il réitère en décembre 1792 alors que la Convention rend compte des trois ans de monarchie constitutionnelle sous Louis XVI. D'après lui, il aurait trouvé à Londres des documents prouvant que les Anglais avaient eu connaissance des échanges entre Chamfort, du gouvernement révolutionnaire girondin, et des indépendantistes irlandais,.
La déclaration d'Achille Viart paraît suspecte et fait polémique : il est d'abord fait prisonnier dans une abbaye, puis libéré trois semaines plus tard en l'absence de preuves.
Il est une nouvelle fois arrêté et emprisonné en 1794, puis il est finalement condamné à mort par le tribunal révolutionnaire puis guillotiné, le 29 prairial an II (17 juin 1794) à Paris, pour avoir été un « agent de l'étranger ».

## Généalogie simplifiée
|  |  |                            |                            |                            |                            |                            |                            |  |  |                        |                        |                           |                           |                           |                           |                           |                           |                                         |                                         |                                         |                                         |                                         |                                         |                              |                              |                            |                            |                            |                            |                            |                            |                         |                         |                         |                         |                         |                         |                         |                         |                        |                        |                                 |                                 |                                 |                                 |                                 |                                 |  |  |                 |                 |                    |                    |                    |                    |                    |                    |  |  |                  |                  |                  |                  |                  |                  |  |  |  |  |  |  |  |  |  |  |
|  |  |                            |                            |                            |                            |                            |                            |  |  |                        |                        |                           |                           |                           |                           |                           |                           |                                         |                                         |                                         |                                         | Jean († ???)                            |                                         |                              |                              |                            |                            |                            |                            |                            |                            |                         |                         |                         |                         |                         |                         |                         |                         |                        |                        |                                 |                                 |                                 |                                 |                                 |                                 |  |  |                 |                 |                    |                    |                    |                    |                    |                    |  |  |                  |                  |                  |                  |                  |                  |  |  |  |  |  |  |  |  |  |  |
|  |  |                            |                            |                            |                            |                            |                            |  |  |                        |                        |                           |                           |                           |                           |                           |                           |                                         |                                         |                                         |                                         |                                         |                                         |                              |                              |                            |                            |                            |                            |                            |                            |                         |                         |                         |                         |                         |                         |                         |                         |                        |                        |                                 |                                 |                                 |                                 |                                 |                                 |  |  |                 |                 |                    |                    |                    |                    |                    |                    |  |  |                  |                  |                  |                  |                  |                  |  |  |  |  |  |  |  |  |  |  |
|  |  |                            |                            |                            |                            |                            |                            |  |  |                        |                        |                           |                           |                           |                           |                           |                           |                                         |                                         |                                         |                                         | Jean II († ???)                         |                                         |                              |                              |                            |                            |                            |                            |                            |                            |                         |                         |                         |                         |                         |                         |                         |                         |                        |                        |                                 |                                 |                                 |                                 |                                 |                                 |  |  |                 |                 |                    |                    |                    |                    |                    |                    |  |  |                  |                  |                  |                  |                  |                  |  |  |  |  |  |  |  |  |  |  |
|  |  |                            |                            |                            |                            |                            |                            |  |  |                        |                        |                           |                           |                           |                           |                           |                           |                                         |                                         |                                         |                                         |                                         |                                         |                              |                              |                            |                            |                            |                            |                            |                            |                         |                         |                         |                         |                         |                         |                         |                         |                        |                        |                                 |                                 |                                 |                                 |                                 |                                 |  |  |                 |                 |                    |                    |                    |                    |                    |                    |  |  |                  |                  |                  |                  |                  |                  |  |  |  |  |  |  |  |  |  |  |
|  |  |                            |                            |                            |                            |                            |                            |  |  |                        |                        |                           |                           |                           |                           |                           |                           |                                         |                                         |                                         |                                         | Jean III († 1458)                       |                                         |                              |                              |                            |                            |                            |                            |                            |                            |                         |                         |                         |                         |                         |                         |                         |                         |                        |                        |                                 |                                 |                                 |                                 |                                 |                                 |  |  |                 |                 |                    |                    |                    |                    |                    |                    |  |  |                  |                  |                  |                  |                  |                  |  |  |  |  |  |  |  |  |  |  |
|  |  |                            |                            |                            |                            |                            |                            |  |  |                        |                        |                           |                           |                           |                           |                           |                           |                                         |                                         |                                         |                                         |                                         |                                         |                              |                              |                            |                            |                            |                            |                            |                            |                         |                         |                         |                         |                         |                         |                         |                         |                        |                        |                                 |                                 |                                 |                                 |                                 |                                 |  |  |                 |                 |                    |                    |                    |                    |                    |                    |  |  |                  |                  |                  |                  |                  |                  |  |  |  |  |  |  |  |  |  |  |
|  |  |                            |                            |                            |                            |                            |                            |  |  |                        |                        |                           |                           |                           |                           |                           |                           |                                         |                                         |                                         |                                         | Guillaume Ier († 1525)                  | Guillaume Ier († 1525)                  | Guillaume Ier († 1525)       | Guillaume Ier († 1525)       | Guillaume Ier († 1525)     | Guillaume Ier († 1525)     |                            |                            | famille de Moulins         | famille de Moulins         | famille de Moulins      | famille de Moulins      | famille de Moulins      | famille de Moulins      |                         |                         | famille Hurault         | famille Hurault         | famille Hurault        | famille Hurault        | famille Hurault                 | famille Hurault                 |                                 |                                 |                                 |                                 |  |  |                 |                 |                    |                    |                    |                    |                    |                    |  |  |                  |                  |                  |                  |                  |                  |  |  |  |  |  |  |  |  |  |  |
|  |  |                            |                            |                            |                            |                            |                            |  |  |                        |                        |                           |                           |                           |                           |                           |                           |                                         |                                         |                                         |                                         | Guillaume Ier († 1525)                  | Guillaume Ier († 1525)                  | Guillaume Ier († 1525)       | Guillaume Ier († 1525)       | Guillaume Ier († 1525)     | Guillaume Ier († 1525)     |                            |                            | famille de Moulins         | famille de Moulins         | famille de Moulins      | famille de Moulins      | famille de Moulins      | famille de Moulins      |                         |                         | famille Hurault         | famille Hurault         | famille Hurault        | famille Hurault        | famille Hurault                 | famille Hurault                 |                                 |                                 |                                 |                                 |  |  |                 |                 |                    |                    |                    |                    |                    |                    |  |  |                  |                  |                  |                  |                  |                  |  |  |  |  |  |  |  |  |  |  |
|  |  |                            |                            |                            |                            |                            |                            |  |  |                        |                        |                           |                           |                           |                           |                           |                           |                                         |                                         |                                         |                                         |                                         |                                         |                              |                              |                            |                            |                            |                            |                            |                            |                         |                         |                         |                         |                         |                         |                         |                         |                        |                        |                                 |                                 |                                 |                                 |                                 |                                 |  |  |                 |                 |                    |                    |                    |                    |                    |                    |  |  |                  |                  |                  |                  |                  |                  |  |  |  |  |  |  |  |  |  |  |
|  |  |                            |                            |                            |                            |                            |                            |  |  |                        |                        | famille Phélypeaux        | famille Phélypeaux        | famille Phélypeaux        | famille Phélypeaux        | famille Phélypeaux        | famille Phélypeaux        |                                         |                                         |                                         |                                         | Jacques Ier († 1550)                    | Jacques Ier († 1550)                    | Jacques Ier († 1550)         | Jacques Ier († 1550)         | Jacques Ier († 1550)       | Jacques Ier († 1550)       |                            |                            |                            |                            |                         |                         | Jeanne de Moulins (???) | Jeanne de Moulins (???) | Jeanne de Moulins (???) | Jeanne de Moulins (???) | Jeanne de Moulins (???) | Jeanne de Moulins (???) |                        |                        |                                 |                                 |                                 |                                 |                                 |                                 |  |  |                 |                 |                    |                    |                    |                    |                    |                    |  |  |                  |                  |                  |                  |                  |                  |  |  |  |  |  |  |  |  |  |  |
|  |  |                            |                            |                            |                            |                            |                            |  |  |                        |                        | famille Phélypeaux        | famille Phélypeaux        | famille Phélypeaux        | famille Phélypeaux        | famille Phélypeaux        | famille Phélypeaux        |                                         |                                         |                                         |                                         | Jacques Ier († 1550)                    | Jacques Ier († 1550)                    | Jacques Ier († 1550)         | Jacques Ier († 1550)         | Jacques Ier († 1550)       | Jacques Ier († 1550)       |                            |                            |                            |                            |                         |                         | Jeanne de Moulins (???) | Jeanne de Moulins (???) | Jeanne de Moulins (???) | Jeanne de Moulins (???) | Jeanne de Moulins (???) | Jeanne de Moulins (???) |                        |                        |                                 |                                 |                                 |                                 |                                 |                                 |  |  |                 |                 |                    |                    |                    |                    |                    |                    |  |  |                  |                  |                  |                  |                  |                  |  |  |  |  |  |  |  |  |  |  |
|  |  |                            |                            |                            |                            |                            |                            |  |  |                        |                        |                           |                           |                           |                           |                           |                           |                                         |                                         |                                         |                                         |                                         |                                         |                              |                              |                            |                            |                            |                            |                            |                            |                         |                         |                         |                         |                         |                         |                         |                         |                        |                        |                                 |                                 |                                 |                                 |                                 |                                 |  |  |                 |                 |                    |                    |                    |                    |                    |                    |  |  |                  |                  |                  |                  |                  |                  |  |  |  |  |  |  |  |  |  |  |
|  |  |                            |                            |                            |                            |                            |                            |  |  |                        |                        | Françoise Le Picard (???) | Françoise Le Picard (???) | Françoise Le Picard (???) | Françoise Le Picard (???) | Françoise Le Picard (???) | Françoise Le Picard (???) |                                         |                                         |                                         |                                         |                                         |                                         |                              |                              |                            |                            | Jacques II († 1582)        | Jacques II († 1582)        | Jacques II († 1582)        | Jacques II († 1582)        | Jacques II († 1582)     | Jacques II († 1582)     |                         |                         |                         |                         |                         |                         |                        |                        |                                 |                                 |                                 |                                 |                                 |                                 |  |  |                 |                 |                    |                    |                    |                    |                    |                    |  |  |                  |                  |                  |                  |                  |                  |  |  |  |  |  |  |  |  |  |  |
|  |  |                            |                            |                            |                            |                            |                            |  |  |                        |                        | Françoise Le Picard (???) | Françoise Le Picard (???) | Françoise Le Picard (???) | Françoise Le Picard (???) | Françoise Le Picard (???) | Françoise Le Picard (???) |                                         |                                         |                                         |                                         |                                         |                                         |                              |                              |                            |                            | Jacques II († 1582)        | Jacques II († 1582)        | Jacques II († 1582)        | Jacques II († 1582)        | Jacques II († 1582)     | Jacques II († 1582)     |                         |                         |                         |                         |                         |                         |                        |                        |                                 |                                 |                                 |                                 |                                 |                                 |  |  |                 |                 |                    |                    |                    |                    |                    |                    |  |  |                  |                  |                  |                  |                  |                  |  |  |  |  |  |  |  |  |  |  |
|  |  |                            |                            |                            |                            |                            |                            |  |  |                        |                        |                           |                           |                           |                           |                           |                           |                                         |                                         |                                         |                                         |                                         |                                         |                              |                              |                            |                            |                            |                            |                            |                            |                         |                         |                         |                         |                         |                         |                         |                         |                        |                        |                                 |                                 |                                 |                                 |                                 |                                 |  |  |                 |                 |                    |                    |                    |                    |                    |                    |  |  |                  |                  |                  |                  |                  |                  |  |  |  |  |  |  |  |  |  |  |
|  |  |                            |                            |                            |                            |                            |                            |  |  |                        |                        |                           |                           |                           |                           |                           |                           |                                         |                                         |                                         |                                         |                                         |                                         |                              |                              |                            |                            |                            |                            |                            |                            |                         |                         |                         |                         |                         |                         |                         |                         |                        |                        |                                 |                                 |                                 |                                 |                                 |                                 |  |  |                 |                 |                    |                    |                    |                    |                    |                    |  |  |                  |                  |                  |                  |                  |                  |  |  |  |  |  |  |  |  |  |  |
|  |  |                            |                            |                            |                            |                            |                            |  |  | branche de Beauce      | branche de Beauce      | branche de Beauce         | branche de Beauce         | branche de Beauce         | branche de Beauce         |                           |                           |                                         |                                         |                                         |                                         |                                         |                                         |                              |                              |                            |                            |                            |                            |                            |                            |                         |                         |                         |                         |                         |                         | branche de Bourgogne    | branche de Bourgogne    | branche de Bourgogne   | branche de Bourgogne   | branche de Bourgogne            | branche de Bourgogne            |                                 |                                 |                                 |                                 |  |  |                 |                 |                    |                    |                    |                    |                    |                    |  |  |                  |                  |                  |                  |                  |                  |  |  |  |  |  |  |  |  |  |  |
|  |  |                            |                            |                            |                            |                            |                            |  |  | branche de Beauce      | branche de Beauce      | branche de Beauce         | branche de Beauce         | branche de Beauce         | branche de Beauce         | Jacques III († ap.1597)   | Jacques III († ap.1597)   | Jacques III († ap.1597)                 | Jacques III († ap.1597)                 | Jacques III († ap.1597)                 | Jacques III († ap.1597)                 |                                         |                                         |                              |                              |                            |                            |                            |                            | Claude († ???)             | Claude († ???)             | Claude († ???)          | Claude († ???)          | Claude († ???)          | Claude († ???)          |                         |                         | branche de Bourgogne    | branche de Bourgogne    | branche de Bourgogne   | branche de Bourgogne   | branche de Bourgogne            | branche de Bourgogne            |                                 |                                 |                                 |                                 |  |  | Raymond († ???) | Raymond († ???) | Raymond († ???)    | Raymond († ???)    | Raymond († ???)    | Raymond († ???)    |                    |                    |  |  |                  |                  |                  |                  |                  |                  |  |  |  |  |  |  |  |  |  |  |
|  |  |                            |                            |                            |                            |                            |                            |  |  |                        |                        |                           |                           |                           |                           | Jacques III († ap.1597)   | Jacques III († ap.1597)   | Jacques III († ap.1597)                 | Jacques III († ap.1597)                 | Jacques III († ap.1597)                 | Jacques III († ap.1597)                 |                                         |                                         |                              |                              |                            |                            |                            |                            | Claude († ???)             | Claude († ???)             | Claude († ???)          | Claude († ???)          | Claude († ???)          | Claude († ???)          |                         |                         |                         |                         |                        |                        |                                 |                                 |                                 |                                 |                                 |                                 |  |  | Raymond († ???) | Raymond († ???) | Raymond († ???)    | Raymond († ???)    | Raymond († ???)    | Raymond († ???)    |                    |                    |  |  |                  |                  |                  |                  |                  |                  |  |  |  |  |  |  |  |  |  |  |
|  |  |                            |                            |                            |                            |                            |                            |  |  | Jacques IV († ???)     | Jacques IV († ???)     | Jacques IV († ???)        | Jacques IV († ???)        | Jacques IV († ???)        | Jacques IV († ???)        |                           |                           |                                         |                                         |                                         |                                         |                                         |                                         | famille Bégon                | famille Bégon                | famille Bégon              | famille Bégon              | famille Bégon              | famille Bégon              |                            |                            |                         |                         |                         |                         |                         |                         | Guillaume II († 1638)   | Guillaume II († 1638)   | Guillaume II († 1638)  | Guillaume II († 1638)  | Guillaume II († 1638)           | Guillaume II († 1638)           |                                 |                                 |                                 |                                 |  |  |                 |                 |                    |                    |                    |                    |                    |                    |  |  |                  |                  |                  |                  |                  |                  |  |  |  |  |  |  |  |  |  |  |
|  |  |                            |                            |                            |                            |                            |                            |  |  | Jacques IV († ???)     | Jacques IV († ???)     | Jacques IV († ???)        | Jacques IV († ???)        | Jacques IV († ???)        | Jacques IV († ???)        |                           |                           |                                         |                                         |                                         |                                         |                                         |                                         | famille Bégon                | famille Bégon                | famille Bégon              | famille Bégon              | famille Bégon              | famille Bégon              |                            |                            |                         |                         |                         |                         |                         |                         | Guillaume II († 1638)   | Guillaume II († 1638)   | Guillaume II († 1638)  | Guillaume II († 1638)  | Guillaume II († 1638)           | Guillaume II († 1638)           |                                 |                                 |                                 |                                 |  |  |                 |                 |                    |                    |                    |                    |                    |                    |  |  |                  |                  |                  |                  |                  |                  |  |  |  |  |  |  |  |  |  |  |
|  |  |                            |                            |                            |                            |                            |                            |  |  | Nicolas († 1657)       | Nicolas († 1657)       | Nicolas († 1657)          | Nicolas († 1657)          | Nicolas († 1657)          | Nicolas († 1657)          |                           |                           |                                         |                                         |                                         |                                         |                                         |                                         |                              |                              |                            |                            |                            |                            |                            |                            |                         |                         |                         |                         |                         |                         | François Ier († 1649)   | François Ier († 1649)   | François Ier († 1649)  | François Ier († 1649)  | François Ier († 1649)           | François Ier († 1649)           |                                 |                                 |                                 |                                 |  |  |                 |                 |                    |                    |                    |                    |                    |                    |  |  |                  |                  |                  |                  |                  |                  |  |  |  |  |  |  |  |  |  |  |
|  |  |                            |                            |                            |                            |                            |                            |  |  | Nicolas († 1657)       | Nicolas († 1657)       | Nicolas († 1657)          | Nicolas († 1657)          | Nicolas († 1657)          | Nicolas († 1657)          |                           |                           |                                         |                                         |                                         |                                         |                                         |                                         |                              |                              |                            |                            |                            |                            |                            |                            |                         |                         |                         |                         |                         |                         | François Ier († 1649)   | François Ier († 1649)   | François Ier († 1649)  | François Ier († 1649)  | François Ier († 1649)           | François Ier († 1649)           |                                 |                                 |                                 |                                 |  |  |                 |                 |                    |                    |                    |                    |                    |                    |  |  |                  |                  |                  |                  |                  |                  |  |  |  |  |  |  |  |  |  |  |
|  |  |                            |                            |                            |                            |                            |                            |  |  |                        |                        |                           |                           |                           |                           |                           |                           |                                         |                                         |                                         |                                         |                                         |                                         |                              |                              |                            |                            |                            |                            |                            |                            |                         |                         |                         |                         |                         |                         |                         |                         |                        |                        |                                 |                                 |                                 |                                 |                                 |                                 |  |  |                 |                 |                    |                    |                    |                    |                    |                    |  |  |                  |                  |                  |                  |                  |                  |  |  |  |  |  |  |  |  |  |  |
|  |  |                            |                            |                            |                            |                            |                            |  |  |                        |                        |                           |                           |                           |                           |                           |                           |                                         |                                         | branche de la Motte d'Usseau            | branche de la Motte d'Usseau            | branche de la Motte d'Usseau            | branche de la Motte d'Usseau            | branche de la Motte d'Usseau | branche de la Motte d'Usseau |                            |                            |                            |                            |                            |                            |                         |                         | branche de Chalvosson   | branche de Chalvosson   | branche de Chalvosson   | branche de Chalvosson   | branche de Chalvosson   | branche de Chalvosson   |                        |                        | branche de Pimelles             | branche de Pimelles             | branche de Pimelles             | branche de Pimelles             | branche de Pimelles             | branche de Pimelles             |  |  |                 |                 |                    |                    |                    |                    |                    |                    |  |  |                  |                  |                  |                  |                  |                  |  |  |  |  |  |  |  |  |  |  |
|  |  | Guillaume III († 1706)     | Guillaume III († 1706)     | Guillaume III († 1706)     | Guillaume III († 1706)     | Guillaume III († 1706)     | Guillaume III († 1706)     |  |  |                        |                        |                           |                           |                           |                           |                           |                           |                                         |                                         | branche de la Motte d'Usseau            | branche de la Motte d'Usseau            | branche de la Motte d'Usseau            | branche de la Motte d'Usseau            | branche de la Motte d'Usseau | branche de la Motte d'Usseau | Jacques († 1699)           | Jacques († 1699)           | Jacques († 1699)           | Jacques († 1699)           | Jacques († 1699)           | Jacques († 1699)           |                         |                         | branche de Chalvosson   | branche de Chalvosson   | branche de Chalvosson   | branche de Chalvosson   | branche de Chalvosson   | branche de Chalvosson   |                        |                        | branche de Pimelles             | branche de Pimelles             | branche de Pimelles             | branche de Pimelles             | branche de Pimelles             | branche de Pimelles             |  |  |                 |                 | Claude († ap.1693) | Claude († ap.1693) | Claude († ap.1693) | Claude († ap.1693) | Claude († ap.1693) | Claude († ap.1693) |  |  | François († ???) | François († ???) | François († ???) | François († ???) | François († ???) | François († ???) |  |  |  |  |  |  |  |  |  |  |
|  |  | Guillaume III († 1706)     | Guillaume III († 1706)     | Guillaume III († 1706)     | Guillaume III († 1706)     | Guillaume III († 1706)     | Guillaume III († 1706)     |  |  |                        |                        |                           |                           |                           |                           |                           |                           |                                         |                                         |                                         |                                         |                                         |                                         |                              |                              | Jacques († 1699)           | Jacques († 1699)           | Jacques († 1699)           | Jacques († 1699)           | Jacques († 1699)           | Jacques († 1699)           |                         |                         |                         |                         |                         |                         |                         |                         |                        |                        |                                 |                                 |                                 |                                 |                                 |                                 |  |  |                 |                 | Claude († ap.1693) | Claude († ap.1693) | Claude († ap.1693) | Claude († ap.1693) | Claude († ap.1693) | Claude († ap.1693) |  |  | François († ???) | François († ???) | François († ???) | François († ???) | François († ???) | François († ???) |  |  |  |  |  |  |  |  |  |  |
|  |  |                            |                            |                            |                            |                            |                            |  |  |                        |                        |                           |                           |                           |                           |                           |                           |                                         |                                         |                                         |                                         |                                         |                                         |                              |                              |                            |                            |                            |                            |                            |                            |                         |                         |                         |                         |                         |                         |                         |                         |                        |                        |                                 |                                 |                                 |                                 |                                 |                                 |  |  |                 |                 |                    |                    |                    |                    |                    |                    |  |  |                  |                  |                  |                  |                  |                  |  |  |  |  |  |  |  |  |  |  |
|  |  |                            |                            |                            |                            |                            |                            |  |  |                        |                        |                           |                           |                           |                           |                           |                           |                                         |                                         |                                         |                                         |                                         |                                         |                              |                              | branche Desfrants          |                            |                            |                            |                            |                            |                         |                         |                         |                         |                         |                         |                         |                         |                        |                        |                                 |                                 |                                 |                                 |                                 |                                 |  |  |                 |                 |                    |                    |                    |                    |                    |                    |  |  |                  |                  |                  |                  |                  |                  |  |  |  |  |  |  |  |  |  |  |
|  |  | Guillaume-Charles († 1753) | Guillaume-Charles († 1753) | Guillaume-Charles († 1753) | Guillaume-Charles († 1753) | Guillaume-Charles († 1753) | Guillaume-Charles († 1753) |  |  |                        |                        |                           |                           | Louis-André († ???)       | Louis-André († ???)       | Louis-André († ???)       | Louis-André († ???)       | Louis-André († ???)                     | Louis-André († ???)                     |                                         |                                         |                                         |                                         |                              |                              | Henri († 1760)             | Henri († 1760)             | Henri († 1760)             | Henri († 1760)             | Henri († 1760)             | Henri († 1760)             |                         |                         | François († ???)        | François († ???)        | François († ???)        | François († ???)        | François († ???)        | François († ???)        |                        |                        | Artus-Alexandre († 1699)        | Artus-Alexandre († 1699)        | Artus-Alexandre († 1699)        | Artus-Alexandre († 1699)        | Artus-Alexandre († 1699)        | Artus-Alexandre († 1699)        |  |  |                 |                 |                    |                    |                    |                    |                    |                    |  |  |                  |                  |                  |                  |                  |                  |  |  |  |  |  |  |  |  |  |  |
|  |  | Guillaume-Charles († 1753) | Guillaume-Charles († 1753) | Guillaume-Charles († 1753) | Guillaume-Charles († 1753) | Guillaume-Charles († 1753) | Guillaume-Charles († 1753) |  |  |                        |                        |                           |                           | Louis-André († ???)       | Louis-André († ???)       | Louis-André († ???)       | Louis-André († ???)       | Louis-André († ???)                     | Louis-André († ???)                     |                                         |                                         |                                         |                                         |                              |                              | Henri († 1760)             | Henri († 1760)             | Henri († 1760)             | Henri († 1760)             | Henri († 1760)             | Henri († 1760)             |                         |                         | François († ???)        | François († ???)        | François († ???)        | François († ???)        | François († ???)        | François († ???)        |                        |                        | Artus-Alexandre († 1699)        | Artus-Alexandre († 1699)        | Artus-Alexandre († 1699)        | Artus-Alexandre († 1699)        | Artus-Alexandre († 1699)        | Artus-Alexandre († 1699)        |  |  |                 |                 |                    |                    |                    |                    |                    |                    |  |  |                  |                  |                  |                  |                  |                  |  |  |  |  |  |  |  |  |  |  |
|  |  | Charles-Nicolas († ???)    | Charles-Nicolas († ???)    | Charles-Nicolas († ???)    | Charles-Nicolas († ???)    | Charles-Nicolas († ???)    | Charles-Nicolas († ???)    |  |  |                        |                        |                           |                           | Jacques-Joseph († ???)    | Jacques-Joseph († ???)    | Jacques-Joseph († ???)    | Jacques-Joseph († ???)    | Jacques-Joseph († ???)                  | Jacques-Joseph († ???)                  |                                         |                                         |                                         |                                         |                              |                              | Henri-Auguste († 1774)     | Henri-Auguste († 1774)     | Henri-Auguste († 1774)     | Henri-Auguste († 1774)     | Henri-Auguste († 1774)     | Henri-Auguste († 1774)     |                         |                         | Claude-Marie († ???)    | Claude-Marie († ???)    | Claude-Marie († ???)    | Claude-Marie († ???)    | Claude-Marie († ???)    | Claude-Marie († ???)    |                        |                        | Louis-Alexandre-Charles († ???) | Louis-Alexandre-Charles († ???) | Louis-Alexandre-Charles († ???) | Louis-Alexandre-Charles († ???) | Louis-Alexandre-Charles († ???) | Louis-Alexandre-Charles († ???) |  |  |                 |                 |                    |                    |                    |                    |                    |                    |  |  |                  |                  |                  |                  |                  |                  |  |  |  |  |  |  |  |  |  |  |
|  |  | Charles-Nicolas († ???)    | Charles-Nicolas († ???)    | Charles-Nicolas († ???)    | Charles-Nicolas († ???)    | Charles-Nicolas († ???)    | Charles-Nicolas († ???)    |  |  |                        |                        |                           |                           | Jacques-Joseph († ???)    | Jacques-Joseph († ???)    | Jacques-Joseph († ???)    | Jacques-Joseph († ???)    | Jacques-Joseph († ???)                  | Jacques-Joseph († ???)                  |                                         |                                         |                                         |                                         |                              |                              | Henri-Auguste († 1774)     | Henri-Auguste († 1774)     | Henri-Auguste († 1774)     | Henri-Auguste († 1774)     | Henri-Auguste († 1774)     | Henri-Auguste († 1774)     |                         |                         | Claude-Marie († ???)    | Claude-Marie († ???)    | Claude-Marie († ???)    | Claude-Marie († ???)    | Claude-Marie († ???)    | Claude-Marie († ???)    |                        |                        | Louis-Alexandre-Charles († ???) | Louis-Alexandre-Charles († ???) | Louis-Alexandre-Charles († ???) | Louis-Alexandre-Charles († ???) | Louis-Alexandre-Charles († ???) | Louis-Alexandre-Charles († ???) |  |  |                 |                 |                    |                    |                    |                    |                    |                    |  |  |                  |                  |                  |                  |                  |                  |  |  |  |  |  |  |  |  |  |  |
|  |  |                            |                            |                            |                            |                            |                            |  |  |                        |                        |                           |                           |                           |                           |                           |                           |                                         |                                         |                                         |                                         |                                         |                                         |                              |                              |                            |                            |                            |                            |                            |                            |                         |                         |                         |                         |                         |                         |                         |                         |                        |                        |                                 |                                 |                                 |                                 |                                 |                                 |  |  |                 |                 |                    |                    |                    |                    |                    |                    |  |  |                  |                  |                  |                  |                  |                  |  |  |  |  |  |  |  |  |  |  |
|  |  | Charles († ???)            | Charles († ???)            | Charles († ???)            | Charles († ???)            | Charles († ???)            | Charles († ???)            |  |  | Henri-Louis († ???)    | Henri-Louis († ???)    | Henri-Louis († ???)       | Henri-Louis († ???)       | Henri-Louis († ???)       | Henri-Louis († ???)       |                           |                           | Jean-Jacques-François-Catherine († ???) | Jean-Jacques-François-Catherine († ???) | Jean-Jacques-François-Catherine († ???) | Jean-Jacques-François-Catherine († ???) | Jean-Jacques-François-Catherine († ???) | Jean-Jacques-François-Catherine († ???) |                              |                              | Henri-Noël-Auguste († ???) | Henri-Noël-Auguste († ???) | Henri-Noël-Auguste († ???) | Henri-Noël-Auguste († ???) | Henri-Noël-Auguste († ???) | Henri-Noël-Auguste († ???) |                         |                         | Guy-Bernard († ???)     | Guy-Bernard († ???)     | Guy-Bernard († ???)     | Guy-Bernard († ???)     | Guy-Bernard († ???)     | Guy-Bernard († ???)     |                        |                        |                                 |                                 |                                 |                                 |                                 |                                 |  |  |                 |                 |                    |                    |                    |                    |                    |                    |  |  |                  |                  |                  |                  |                  |                  |  |  |  |  |  |  |  |  |  |  |
|  |  | Charles († ???)            | Charles († ???)            | Charles († ???)            | Charles († ???)            | Charles († ???)            | Charles († ???)            |  |  | Henri-Louis († ???)    | Henri-Louis († ???)    | Henri-Louis († ???)       | Henri-Louis († ???)       | Henri-Louis († ???)       | Henri-Louis († ???)       |                           |                           | Jean-Jacques-François-Catherine († ???) | Jean-Jacques-François-Catherine († ???) | Jean-Jacques-François-Catherine († ???) | Jean-Jacques-François-Catherine († ???) | Jean-Jacques-François-Catherine († ???) | Jean-Jacques-François-Catherine († ???) |                              |                              | Henri-Noël-Auguste († ???) | Henri-Noël-Auguste († ???) | Henri-Noël-Auguste († ???) | Henri-Noël-Auguste († ???) | Henri-Noël-Auguste († ???) | Henri-Noël-Auguste († ???) |                         |                         | Guy-Bernard († ???)     | Guy-Bernard († ???)     | Guy-Bernard († ???)     | Guy-Bernard († ???)     | Guy-Bernard († ???)     | Guy-Bernard († ???)     |                        |                        |                                 |                                 |                                 |                                 |                                 |                                 |  |  |                 |                 |                    |                    |                    |                    |                    |                    |  |  |                  |                  |                  |                  |                  |                  |  |  |  |  |  |  |  |  |  |  |
|  |  |                            |                            |                            |                            |                            |                            |  |  |                        |                        |                           |                           |                           |                           |                           |                           |                                         |                                         |                                         |                                         |                                         |                                         |                              |                              |                            |                            |                            |                            |                            |                            |                         |                         |                         |                         |                         |                         |                         |                         |                        |                        |                                 |                                 |                                 |                                 |                                 |                                 |  |  |                 |                 |                    |                    |                    |                    |                    |                    |  |  |                  |                  |                  |                  |                  |                  |  |  |  |  |  |  |  |  |  |  |
|  |  |                            |                            |                            |                            |                            |                            |  |  | Charles-Henri († 1795) | Charles-Henri († 1795) | Charles-Henri († 1795)    | Charles-Henri († 1795)    | Charles-Henri († 1795)    | Charles-Henri († 1795)    |                           |                           | Henri-François-Catherine († ???)        | Henri-François-Catherine († ???)        | Henri-François-Catherine († ???)        | Henri-François-Catherine († ???)        | Henri-François-Catherine († ???)        | Henri-François-Catherine († ???)        |                              |                              |                            |                            |                            |                            | Artus-Alexandre († ???)    | Artus-Alexandre († ???)    | Artus-Alexandre († ???) | Artus-Alexandre († ???) | Artus-Alexandre († ???) | Artus-Alexandre († ???) |                         |                         | Claude-Maurice († ???)  | Claude-Maurice († ???)  | Claude-Maurice († ???) | Claude-Maurice († ???) | Claude-Maurice († ???)          | Claude-Maurice († ???)          |                                 |                                 |                                 |                                 |  |  |                 |                 |                    |                    |                    |                    |                    |                    |  |  |                  |                  |                  |                  |                  |                  |  |  |  |  |  |  |  |  |  |  |
|  |  |                            |                            |                            |                            |                            |                            |  |  | Charles-Henri († 1795) | Charles-Henri († 1795) | Charles-Henri († 1795)    | Charles-Henri († 1795)    | Charles-Henri († 1795)    | Charles-Henri († 1795)    |                           |                           | Henri-François-Catherine († ???)        | Henri-François-Catherine († ???)        | Henri-François-Catherine († ???)        | Henri-François-Catherine († ???)        | Henri-François-Catherine († ???)        | Henri-François-Catherine († ???)        |                              |                              |                            |                            |                            |                            | Artus-Alexandre († ???)    | Artus-Alexandre († ???)    | Artus-Alexandre († ???) | Artus-Alexandre († ???) | Artus-Alexandre († ???) | Artus-Alexandre († ???) |                         |                         | Claude-Maurice († ???)  | Claude-Maurice († ???)  | Claude-Maurice († ???) | Claude-Maurice († ???) | Claude-Maurice († ???)          | Claude-Maurice († ???)          |                                 |                                 |                                 |                                 |  |  |                 |                 |                    |                    |                    |                    |                    |                    |  |  |                  |                  |                  |                  |                  |                  |  |  |  |  |  |  |  |  |  |  |

## Postérité
- Hôtel Viart, à Blois (Loir-et-Cher).

## Armoiries
À l'origine, la famille Viart porte « d’or au phénix de sable posé sur un bûcher de gueules, au chef d’azur chargé de trois coquilles d’argent »,.
En Bourgogne, la branche cadette portait une variante avec « trois coquilles d’or ».
De nos jours, Quemigny-sur-Seine (Côte-d'Or) est la seule commune de France à arborer les armes de la famille Viart.

Blason originel.
Alias.